# موزه تاریخ طبیعی دانشگاه رازی
موزه تاریخ طبیعی دانشگاه رازی یکی از موزه‌های شهر کرمانشاه است که به دانشگاه رازی تعلق دارد و در پردیس کشاورزی و منابع طبیعی این دانشگاه در بزرگراه امام خمینی این شهر قرار گرفته‌است. این موزه در سال ۱۳۷۲ خورشیدی تأسیس شده‌است.

## ساختمان موزه
ساختمان موزهٔ تاریخ طبیعی دانشگاه رازی در دو طبقه ساخته شده و نزدیک به ۶۰۰ متر مربع مساحت دارد. این موزهٔ تخصصی هشت غرفه را در قالب دو تالار در بر می‌گیرد.

## اشیای موزه
منطقهٔ زاگرس و به طور مشخص حوزهٔ جغرافیای تاریخی کرمانشاه، به سبب طبیعت اقلیمی و جغرافیایی خود از نظر انواع حیوانات وحشی کمیاب، پرندگان، خزندگان و پستانداران بسیار غنی و بی‌نظیر است. پیکرهای تاکسیدرمی جانوران مختلف متعلق به حیات وحش کرمانشاه و سایر نقاط ایران در این موزه جمع‌آوری و آماده‌سازی شده و در غرفه‌های گوناگون به نمایش گذاشته شده‌است. پیکرهای کامل پرندگان، پستانداران، حشرات و خزندگان که برخی‌شان از آن‌ها متعلق به گونه‌های نادر هستند، در این موزه به نمایش درآمده است. همچنین نمونه‌هایی از جنین حیوانات و انسان در این موزه نگهداری می‌شود. تا اوایل سال ۱۳۹۴ تعداد ۸۳۰ نمونهٔ تاکسیدرمی‌شده در این موزه نگهداری می‌شد. گرگ، شغال، روباه، خرس قهوه‌ای، گورکن، خوک، شوکا، خفاش و ... از جملهٔ نمونه‌های حیوانات این موزه هستند.

## فعالیت‌های اقتصادی
موزهٔ تاریخ طبیعی دانشگاه رازی به جز فعالیت‌های آموزشی، پژوهشی و فرهنگی در زمینهٔ فعالیت اقتصادی نیز فعال است. بدین منظور این موزه در زمینهٔ پرورش ماهیان زینتی و تولید ورمی کمپوست به فعالیت می‌پردازد.

## بازدید از موزه
موزهٔ تاریخ طبیعی دانشگاه رازی همواره مورد بازدید علاقه‌مندان به ویژه دانشجویان و پژوهشگران در زمینهٔ محیط زیست، تاریخ طبیعی، زیست‌شناسی و باستان‌شناسی قرار دارد. در سال ۱۳۹۳ بیش از ۵ هزار نفر از این موزه بازدید کرده‌اند. همچنین دانش‌آموزان زیادی از طرف مدارس برای بازدید جمعی به این موزه می‌آیند.

## انتقال موزه
دانشگاه رازی کرمانشاه قصد دارد موزهٔ تاریخ طبیعی را از مکان کنونی‌اش به پردیس طاق‌بستان این دانشگاه منتقل کند. به همین منظور مکان جدیدی برای این موزه در پردیس طاق‌بستان در نظر گرفته شده‌است. به گفتهٔ مسئولان موزه، این اقدام به دلیل قرارگیری پردیس طاق‌بستان در کنار مجموعهٔ تاریخی طاق‌بستان و تفرجگاه‌های شمال شرقی شهر، در افزایش بازدید و معرفی بهتر این موزه مؤثر خواهد بود.